# 베르타 벤츠

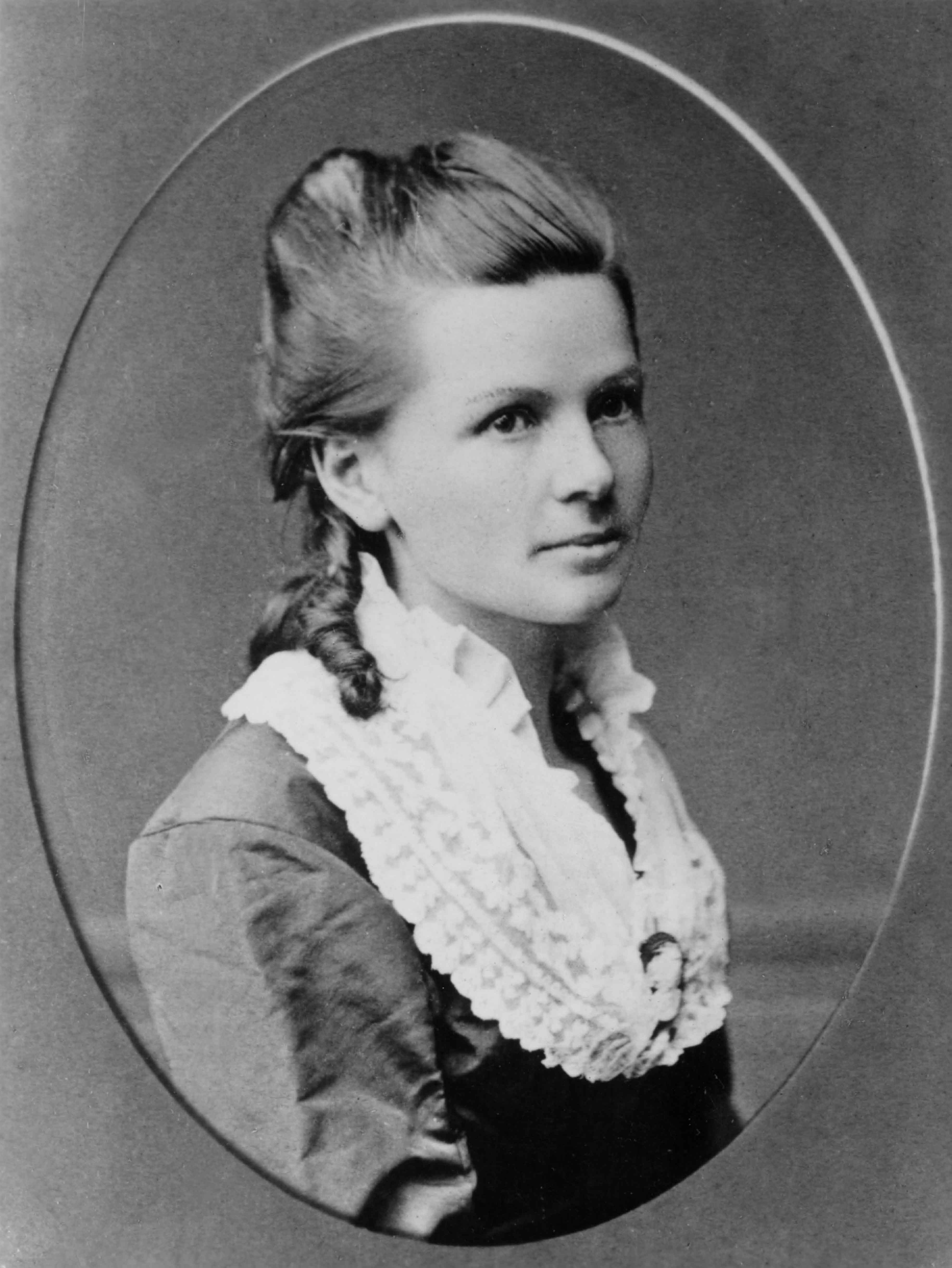
베르타 벤츠

베르타 벤츠(독일어: Bertha Benz, 1849년 5월 3일 ~ 1944년 5월 5일)는 독일의 자동차 테크니션이자 세계 최초의 장거리 드라이버로 알려져 있는 사람으로, 카를 벤츠의 아내로도 알려져 있다.

## 생애
베르타 벤츠는 1849년 독일 서남부 포르츠하임에서 유복한 가정의 딸로 태어났다. 이러한 배경 덕분에 카를 벤츠와 결혼하기 이전에도 그와 그의 회사의 투자자로 있었을 뿐더러, 1872년 카를 벤츠와 결혼한 뒤로 카를 벤츠가 자동차를 개발할 수 있게끔 재원을 대줬을 뿐만 아니라 기술적으로도 여러 도움을 주었다. 당시 법률상 아내라고 해도 특허를 소유할 수는 없었지만, 현재의 법률상으로는 카를 벤츠가 소유한 특허는 베르타 벤츠도 소유한 것으로 인정받을 수 있다. 베르타 벤츠는 상당히 오래 살았는데, 1944년 그녀가 세상을 떠날 때의 나이는 95세였다.

## 세계 최초의 드라이브
베르타 벤츠는 1888년 8월 어느 날 아침, 남편 카를 벤츠 몰래 자동차를 끌고 나와 두 아들인 오이겐 벤츠, 리하르트 벤츠와 함께 길을 나섰다. 당시 벤츠 가족이 머물고 있던 곳은 독일 서남부의 만하임이었으며, 베르타 벤츠는 그곳에서 약 100km 남쪽으로 떨어진 카를스루에 인근의 포르츠하임의 친정집까지 차를 끌고 갈 계획을 세웠다. 다만 친정집에 가는 건 표면적인 이유였고, 사실 베르타 벤츠는 사실 이동하면서 자동차를 대중에게 유용한 것이라 홍보할 수 있을 것이며, 남편의 발명품이 신뢰성이 있으며 미래가 있다는 것을 알릴 목적으로 드라이브를 계획한 것이고 한다.
만하임에서 아침에 출발한 베르타 벤츠 일행은 반나절을 꼬박 달려 포르츠하임에 도착했다. 그 때 카를 벤츠에게 베르타 벤츠가 보낸 성공적으로 도착했다는 내용의 전보 한 통이 도착했다. 그리고 3일 후에 베르타 벤츠는 만하임으로 돌아왔다. 만하임으로 돌아올 때에는 포르츠하임으로 갈 때와 다른 길로 갔었다.
이 운행으로 베르타 벤츠는 개발자인 카를 벤츠 없이 자동차로 왕복 100km가 넘는 장거리를 어렵지 않게 이동할 수 있다는 것, 즉 자동차가 대중적으로 성공할 수 있는 가능성을 대중에게 성공적으로 증명하였다. 또한 베르타 벤츠가 드라이브 도중에 발견한 몇 가지 개선 사항(브레이크 라이닝과 차량 변속기 등)은 현대 자동차 기술의 가장 기초가 되는 것이라고 한다.

### 내용주
1. ↑  당시 법률상으로는 아내가 남편의 투자자로 있을 수 없었기 때문에 결혼 지참금 형태로 지원하게 되었다.
2. ↑  기술 개발의 핵심 아이디어를 냈을 뿐더러 재무 투자까지 했으니 요새 기준이라면 카를 벤츠보다도 특허 기여율을 더 받아도 할 말이 없을 수준이었다. 브레이크 패드나 변속기 같은 것이 베르타 벤츠의 아이디어에서 비롯된 것이라고 한다다.

### 참조주
1. 1 2  틸킴 (2018년 8월 24일). “베르타 벤츠, 자동차를 달리게 한 여자”. 2022년 12월 8일에 확인함.
2. ↑  “[로터리] 선구자 벤츠 부인”. 2019년 11월 20일. 2022년 12월 8일에 확인함.
3. ↑  “자동차 탄생에 숨은 ‘벤츠’ 부부의 비화”. 2013년 7월 3일. 2022년 12월 8일에 확인함.
4. ↑  “[나는 역사다] 아내의 벤츠 / 김태권”. 2021년 1월 28일. 2022년 12월 8일에 확인함.